# Acadiens au Québec
Ne doit pas être confondu avec Cadiens.
Le Québec compte une communauté acadienne, répartie dans plusieurs régions et d'origines diverses. Plus d'un million de Québécois portent un patronyme d'origine acadienne, selon un Sondage Léger. Quelque 4.8 millions de Québécois ont un ou plusieurs ancêtres acadiens dans leur arbre généalogique (Étude UQAM). La ville de Montréal à elle seule en compte 200 000. Les régions où vivent les Acadiens sont appelées « Cadies » et plusieurs villes et villages ont « Cadiens » comme gentilé.

## Définitions

### Acadianité
L’acadianité est la définition de ce qu’est un Acadien. Dans les Provinces maritimes, on considère généralement tous les francophones comme des Acadiens et même un certain nombre d'anglophones car ils sont en fait des Acadiens anglicisés. Au Québec, un Acadien est plutôt défini, dans un sens large, comme tout francophone ayant un accent acadien ou ayant une affinité acadienne, soit par naissance, soit par alliance.
Le nombre d’Acadiens est toujours à prendre en considération à cause de la définition même de l’acadianité, qui change d’une région à l’autre, ainsi que des sentiments personnels et de la qualité des sources. Plus de la moitié des Québécois correspondant à la définition locale d’un Acadien ne sont pas au courant de leurs origines et la plupart en font la découverte en faisant leur arbre généalogique[réf. nécessaire]. Selon le recensement effectué par Statistique Canada en 2006, il y avait 96 145 Acadiens au pays. À la question « origine ethnique », la plupart des gens correspondant à la définition d’un Acadiens s’identifient volontairement comme « Français » ou « Canadien ». Il existe plusieurs raisons à cette situation mais la principale étant que l’option Acadien ne figurait pas sur le formulaire auparavant. Depuis, le nombre d’Acadiens déclarés ne cesse de grimper, sans lien avec l’augmentation réelle de la population. Une enquête réalisée par la firme Léger Marketing en 1989 a déterminé que près d’un Québécois sur sept, soit près d’un million, est d’origine acadienne. Plusieurs auteurs confirment cette information, dont les généalogistes Bona Arsenault et Adrien Bergeron, ce dernier affirmant qu’il y a en fait plus d’un million d’Acadiens au Québec.
Sauf mention contraire, le terme Acadien dans l’article fait référence à l’acceptation large de l’acadianité au Québec.

### Cadie
Au Québec, une « Cadie » ou « Petite Cadie » est une ville ou une région où des Acadiens se sont établis. Il est dérivé de la prononciation du mot « Acadie » chez les anciens et son usage est commun. Il a été popularisé par des historiens comme Raymond Casgrain, Antoine Bernard, Robert Rumilly, Napoléon Bourassa et Eugène Achard. Le mot « Petite Cadie » est aussi un autre nom donné dans le Sud-ouest de la Louisiane.
Une trentaine de villes et de régions du Québec peuvent être considérées comme des Cadies. Les Petites Cadies existent dans la région Gaspésie–Îles-de-la-Madeleine. Les Acadiens sont présents sur la rive sud de la Gaspésie, dans la vallée de la Matapédia ainsi qu’aux îles de la Madeleine. De plus, la culture acadienne n'y est souvent pas présente de nos jours dans certaines régions. En Abitibi-Témiscamingue, les villages de Béarn, Clerval et Roquemaure sont tous associées aux Acadiens. Dans le Centre-du-Québec, Bécancour, plus précisément le village de Saint-Grégoire, est une Peite Cadie, de même que Nicolet et les environs ainsi que Saint-Pierre-les-Becquets et Odanak. Dans Chaudière-Appalaches, notons Saint-Gervais, la Beauce, plus précisément Saint-Théophile et Saint-Zacharie, et les Bois-Francs. À noter que toute la rive entre Lévis dans Chaudière-Appalaches et Notre-Dame-du-Portage dans le Bas-Saint-Laurent est liée aux Acadiens. La Côte-Nord est aussi une Cadie. Certains secteurs de l’Estrie sont des Cadies. Dans Lanaudière, les Acadiens sont présents à L'Assomption, à Saint-Jacques et dans les environs de la Nouvelle-Acadie. En Mauricie, plusieurs localités sont associés aux Acadiens, dont Batiscan, Champlain, Louiseville, Sainte-Anne-de-la-Pérade, Trois-Rivières et Yamachiche. Montréal est aussi assimilée à une Cadie, plus particulièrement l’arrondissement de Verdun. En Montérégie, les Acadiens sont associés à plusieurs localités le long de la rivière Richelieu. L’Outaouais est aussi à mentionner. Il en est de même pour la ville de Québec, en particulier le quartier de Limoilou. Au Saguenay-Lac-Saint-Jean, mentionnons enfin la ville de Saguenay, plus précisément les quartiers d’Arvida et de Kénogami dans l’arrondissement de Jonquière.

### Acadie
L'Acadie est un vaste territoire aux limites mal définies dont l'existence n'est explicitement reconnue par aucune loi bien que peu de gens des régions en questions nient catégoriquement son existence. Par contre, selon plusieurs auteurs dont Léon Thériault, Michel Roy et Adrien Bérubé, parler de l'Acadie après 1763 est paradoxal et consiste en un « acte de foi », dû à sa conquête par le Royaume-Uni et à la dispersion de sa population. Le concept de l'Acadie a évolué au cours de l'histoire et de nombreuses définitions sont encore discutées mais toutes ces conceptions impliquent par contre un territoire. Toutefois, certaines personnalités comme Édith Butler affirment que l'Acadie n'a pas de frontière.
Les quatre définitions de l’Acadie les plus couramment acceptées furent proposées en 1979 par le géographe Adrien Bérubé. La première, l’Acadie historique, exista entre 1604 et 1763 et son territoire comprenait les rives de la baie de Fundy ou, dans une définition plus vaste, tout le littoral compris entre le fleuve Sainte-Croix à l’ouest et la baie des Chaleurs au nord, incluant les îles du sud du golfe du Saint-Laurent, soit un territoire correspondant aujourd’hui aux Provinces maritimes ainsi qu’à l’est du Maine et à la Gaspésie. La deuxième est l’Acadie généalogique, aussi appelée Acadie de la diaspora, qui comprend les régions ayant accueilli les familles acadiennes au moment de la déportation des Acadiens, soit les provinces de l'Atlantique, le Québec, Saint-Pierre-et-Miquelon, la Nouvelle-Angleterre, la Louisiane, les Antilles, la Guyane française, les îles Malouines et la France. La troisième est l’Acadie fonctionnelle ou opérationnelle, aussi appelée Acadie des Maritimes ou Acadie de l’Atlantique, qui inclut uniquement les secteurs francophones des Provinces maritimes du Canada. La quatrième est l’Acadie prospective, qui englobe tous les comtés et paroisses francophones du Nouveau-Brunswick. Le Québec entre donc dans les deux premières définitions de l’Acadie. Toutefois, l’association de certaines régions du Québec à l’Acadie est encore considérée comme audacieuse par de nombreuses personnes.
L'Acadie des terres et des forêts est le nom donné à une région regroupant les Hauts-Plateaux, au Nouveau-Brunswick, le Madawaska, séparé entre cette province et le Maine ainsi que le Témiscouata, au Québec.

## Histoire

### Régime français

#### Les premiers Acadiens
Plusieurs seigneurs et autres Acadiens venaient à Québec pour des raisons administratives même si l'Acadie avait son propre gouvernement. La ville étant aussi un important port, elle attirait militaires et hommes d'affaires.

#### Guerre de Sept Ans
La ville de Québec accueillit ensuite près de 2 000 réfugiés de la déportation des Acadiens à partir de 1755. Ils arrivaient dans la capitale sur des bateaux par le golfe du Saint-Laurent ou en traversant la forêt. De nombreux fugitifs moururent durant des combats, de fatigue, de froid, de faim ou de maladies; beaucoup d'autres sont morts dès leur arrivée à Québec. Jean Baptiste Nicolas Roch de Ramezay, qui s'était illustré en Acadie, devint lieutenant du Roi en 1758 et favorisa l'arrivée des Acadiens en ville mais la ville était surpeuplée et cela occasionna plusieurs problèmes. La ville fut bombardée par les Britanniques en 1759, forçant la population à évacuer. Certains Acadiens se réfugièrent alors à l'île d'Orléans, face à la ville, mais durent quitter la même année à la suite de l'occupation de l'île. Quelques-uns purent s'établir à Saint-Gervais, sur la rive du fleuve Saint-Laurent opposée à Québec. Lors de la bataille des plaines d'Abraham, le 13 septembre 1759, 200 miliciens d'origine canadienne et acadienne affrontèrent les troupes britanniques afin que les troupes françaises puissent se replier vers leurs campements. Après la chute de Québec, le lieutenant-colonel Monckton permit à 200 Acadiens de retourner en Acadie. Après un voyage exténuant, ils furent emprisonnés à Halifax puis déportés en Angleterre. Selon un recensement effectué entre 1769 et 1770, il y aurait eu moins de 6 % d'Acadiens en ville et leur proportion reste sensiblement la même jusqu'aux années 1810. La ville était en effet désagréable à cause de la destruction et de toute façon les Britanniques considéraient les Acadiens comme des rebelles. Une partie de ceux restant dans la ville se réfugièrent en banlieue et dans des villages au bord du fleuve, entre Québec et Montréal.
Des Acadiens fuyant la Déportation fondent Petite-Rochelle en 1758 au bord du fleuve Ristigouche, à l'ouest de la Gaspésie. Des corsaires acadiens et français attaquent alors les navires britanniques. La bataille de la Ristigouche a lieu du 3 au 8 juillet 1760 et les Britanniques gagnent contre les Français. James Wolfe détruit Petite-Rochelle puis offre aux Français qui se rendent de regagner la France sans problème, ce que la plupart font. Les autres Français et Acadiens se réfugient sur les deux rives de la baie des Chaleurs, alors que la guerre de course dure encore quelques mois. Les Acadiens réfugiés sur la rive sud de la baie des Chaleurs sont déportés lors du raid de Roderick MacKenzie, en octobre 1761. Ceux y échappant se réfugient à Miscou ou en Gaspésie. En 1774, Charles Robin fait venir quatre-vingt-un Acadiens à la baie des Chaleurs.
Montréal reçoit des Acadiens dès la Déportation, surtout des célibataires, mais la plupart arrivent plus tard. Montréal était plus attrayante que Québec, car son sol est fertile, il n'y a pas de guerre à l'époque, les seigneurs sont les Sulpiciens, présents en Acadie et la ville est située entre L'Assomption et le Haut-Richelieu, deux régions accueillant les Acadiens. De plus, des Acadiens ont probablement été embauchés pour reconstruire la ville après les incendies de 1765 et 1768. Mathurin Bourg devient le premier Acadien à Montréal en 1772. Un recensement effectué en 1781 dénombre une soixantaine de patronymes acadiens, signifiant que probablement 10 % des 18 000 habitants de la ville étaient Acadiens. L'afflux d'Acadiens se poursuit durant tout le XIXe siècle, attirés par le travail en usine ou certains fondant leurs propres commerces, tels que Nazaire Dupuis en 1868. Nombreux étaient originaires du Haut-Richelieu. Le souvenir des origines acadiennes était très vivace dans cette région, et plusieurs en ont été inspirés, dont l'architecte Canadien-français Napoléon Bourassa, père d'Henri Bourassa, homme politique et fondateur du journal Le Devoir, ainsi que son disciple acadien, le sculpteur Louis-Philippe Hébert. Napoléon Bourassa a écrit le roman historique Jacques et Marie racontant l'histoire des déportés et considéré comme l'un des meilleurs romans canadiens.

### Régime britannique

#### Proclamation royale
Après la signature du Traité de Paris en 1763, de nombreux Acadiens quittent la Nouvelle-Angleterre pour se réfugier près du fort Saint-Jean, en Montérégie. La paroisse de L'Acadie, aujourd'hui un quartier de Saint-Jean-sur-Richelieu, est fondée en 1768 au bord de la rivière Montréal, rebaptisée L'Acadie. Le sol très fertile permet aux Acadiens de prospérer rapidement. Une église est construite en 1801 et la population atteint bientôt 3 000 personnes. L'établissement s'étend ensuite à Saint-Luc, Napierville, Saint-Jacques-le-Mineur et Saint-Blaise. Entretemps, des Acadiens déportés s'établissent dans la basse vallée de la rivière Richelieu, aux villages de Saint-Denis-sur-Richelieu, Saint-Ours, Saint-Charles-sur-Richelieu, Saint-Marc-sur-Richelieu, Saint-Antoine et Saint-Roch-de-Richelieu. Saint-Denis compte déjà 13 familles acadiennes en 1770. Simon Thibodeau et Louis Robichaud y développent une industrie céramique importante qui prospéra durant plus d'un siècle. Plusieurs Acadiens prennent part à la Rébellion des Patriotes, de 1837 à 1838. La proximité des grandes villes et les migrations ont ensuite contribuer à assimiler la culture acadienne en Montérégie. Les fêtes de 1955 et de 1982 ainsi que les rassemblements familiaux ont contribué à sensibiliser les descendants acadiens.
Après 1765, des réfugiés reviennent de la Nouvelle-Angleterre et s'établissent dans plusieurs petites communautés acadiennes au bord du fleuve, alors que certains décident de rester à Québec malgré l'état de la ville. Les prêtres Le Guerne, Dosque, Germain et Labrosse, ayant tous échappé à l'emprisonnement ou à la déportation, attirèrent avec eux des réfugiés dans la région de Québec. L'Acadie, alors renommée Nouvelle-Écosse, releva du diocèse de Québec jusqu'en 1817. Mgr Briand, évêque à partir de 1766, y envoya des prêtres dès Les Britanniques acceptèrent leur présence. Cela permit également le rétablissement des communications et les évêques firent eux-mêmes des visites, en particulier Mgr Plessis en 1811, 1812 et 1815. Ces voyages favorisèrent les retrouvailles de familles démembrées et le rapprochement entre les Acadiens et les Québécois.
Plusieurs Acadiens réfugiés au Québec s'établissent à la seigneurie de Saint-Sulpice, en Lanaudière. Les Sulpiciens donnent aux Acadiens des conditions d'établissement favorables au bord de la rivière L'Assomption et de la rivière de l'Achigan, où ils fondent Saint-Jacques-de-la-Nouvelle-Acadie en 1772.
La plupart des Acadiens revenus vivre à l'Île-du-Prince-Édouard quittent ensuite les lieux pour éviter le servage des Britanniques. Certains d'entre eux fondent le village de Saint-Alexis-de-Matapédia en 1780.

#### Acte constitutionnel

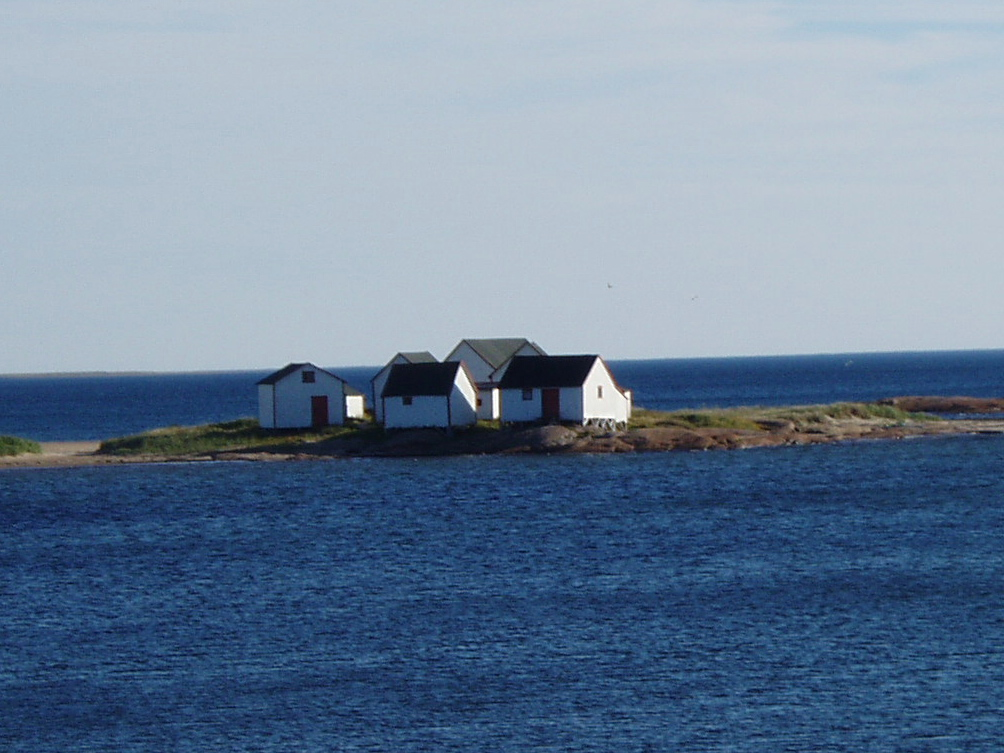
Cabanes de pêcheurs à Natashquan.

Ils avaient une influence certaine sur la ville de Québec, en particulier à la suite de l'adoption de l'Acte constitutionnel en 1791. L'abbé André Doucet et son vicaire Pierre-Marie Mignault avaient déjà eu un impact important. Les députés Louis Bourdages et Jean-Baptiste Hébert, actifs dans la première moitié du XIXe siècle, furent d'ardents défenseurs de la démocratie et supporteurs de la Rébellion des Patriotes; Hébert fut ainsi emprisonné en 1838. À la fin du XIXe siècle, plusieurs Acadiens des Maritimes sont venus à Québec pour chercher de l'emploi. À la suite de la Seconde Guerre mondiale, d'autres Acadiens se sont établis en ville et les relations entre le Québec et l'Acadie s'en sont trouvées améliorées. Les Acadiens sont devenus plus présents dans l'économie et la politique durant les années 1970, avec entre autres la fondation du Parti acadien. La Société nationale de l'Acadie ouvrit un « Bureau de l'Acadie » à Québec en 1987; ce bureau distribuait la brochure Voici l'Acadie. Le bureau déménagea à Montréal mais ferma ses portes en 1992 malgré quelques appuis financiers du gouvernement.
Les Acadiens se sont établis sur la Côte-Nord à partir de 1830 pour échapper aux seigneurs des îles de la Madeleine. Une dizaine de familles s'établissent à Kégaska, de 20 à 25 à Natashquan et plus de 70 familles à Havre-Saint-Pierre et dans la seigneurie de Mingan. Sept-île, aujourd'hui chef-lieu de la région, est fondée en 1782 par l'Acadien Dominique Chiasson. L'agriculture étant presque impossible, la population se tourne vers la pêche. Des Acadiens s'établissent à Anse-aux-Fraises, sur l'île d'Anticosti, en 1773. Lorsque Henri Menier achète l'île, les Acadiens comptent pour 25 % de la population. Plusieurs familles sans titre de propriété sont expulsées et se réfugient à la Côte-Nord.

#### Renaissance acadienne
À la même époque, des hommes politiques comme Louis-Joseph Papineau et Éric Doiron vantent l'héroïsme des Acadiens dans leur discours.
Plusieurs publications contribuent à la renaissance acadienne. François-Xavier Garneau commence la publication de l'Histoire du Canada en 1845, dans laquelle il parle des Acadiens. L'américain Henry Longfellow donne une nouvelle conscience à la diaspora acadienne en publiant le poème Evangéline en 1847. François-Edme Rameau de Saint-Père contribue aussi à la renaissance en publiant ses livres d'histoire à partir de 1859. Le périodique La Gazette des familles acadiennes et canadiennes fait son apparition à Québec en 1869 et est publié pendant une dizaine d'années. En 1887 et 1888, l'abbé Henri-Raymond Casgrain publia Pèlerinage au pays d'Évangéline et une série de documents acadiens trouvés en France; ce livre eut un grand impact sur la population, dû à son style et au fait qu'il s'appuyait sur des faits historiques. Il publia aussi Une Seconde Acadie en 1894.
En 1880, la Société Saint-Jean-Baptiste organisa un congrès à Québec où étaient invités des Acadiens des Maritimes. Pascal Poirier y fit un exposé sur les Acadiens après la Confédération canadienne et c'est à ce congrès que fut décidé d'organiser la première Convention nationale acadienne à Memramcook en 1881.

### Confédération canadienne
Dans les années 1880, de nombreux Québécois s'expatrièrent aux États-Unis pour échapper au manque d'espace et d'emploi. Les programmes de rapatriement étant impopulaires, le gouvernement ouvrit le Témiscamingue à la colonisation. Plusieurs Acadiens de la région de Joliette, s'y établissent, pour la plupart dans le village de Béarn, où ils deviennent le groupe majoritaire.
En 1893, une cinquantaine de familles originaires de la région de Natashquan s'établissent à Saint-Théophile, en Beauce.
La Société Saint-Jean-Baptiste de Québec continua son engagement envers les Acadiens, par exemple en échangeant des conférenciers, en récoltant des dons et envoyant 16 000 manuels scolaires dans les Maritimes en 1946. Les Eudistes, qui avaient également des collèges au Nouveau-Brunswick et en Nouvelle-Écosse, accueillaient des élèves acadiens dans leur collège de Québec. Les élèves reçurent des bourses après 1900 et fondèrent en 1924 le Cercle d'Aulnay. À partir de 1944, à la fondation de l'Association des étudiants acadiens de Québec, la revue Vie Française publia également des textes sur ceux-ci<. L'association organisait des causeries et échangeait des délégués avec les Acadiens des Maritimes.
Entre 1912 et 1920, de nombreux Acadiens de la Gaspésie, des Maritimes et des îles de la Madeleine viennent s'établir à Verdun, aujourd'hui un quartier de Montréal, à l'invitation du curé Joseph Arsène Richard. Celui-ci organise des conférences, des échanges avec les Acadiens de la diaspora, etc.
En 1916, Édouard Richard publie Acadie, consistant en trois tomes sur l'histoire de l'Acadie. En 1949, Antoine Bernard publie La Renaissance acadienne au XXe siècle, qui avait été précédé d'une série d'articles dans la revue Vie Française. Les publications les plus populaires restent les études de Bona Arsenault, un acadien de la Gaspésie, qui à partir de 1955 s'est basé sur les archives provinciales et nationales, en plus de manuscrits généalogiques. Une revue anglophone destinée aux Américains et intitulée French Canadian and Acadian genealogical review fut publiée pendant quelques années par Roland Auger. L'histoire de l'Acadie est enseignée à l'Université de Montréal à partir de 1921. La revue Vie Française diffusait des informations sur les Acadiens et la Société Saint-Jean-Baptiste.
La Société l'Assomption fut fondée en 1903 au Massachusetts. La succursale montréalaise fut fondée en 1911 par l'étudiant Edmond Aucoin et une succursale a été fondée plus tard à Verdun. Ces succursales jouèrent un rôle important dans l'économie et le nationalisme acadien, en organisant entre autres des journées patriotiques, en donnant des bourses d'études et en organisant des voyages dans l'Acadie des Maritimes. La succursale de Québec ouvrit ses portes en 1929.
Au début du XXe, le principal quartier Acadien de Québec était Limoilou. L'usine Anglo-Pulp y ouvrit ses portes en 1928, attirant de nombreux travailleurs des Maritimes, parfois seulement de passage pour se rendre au Saguenay–Lac-Saint-Jean, où l'industrie des pâtes et papiers et de l'aluminium était en développement. Les prêtres Capucins, qui avaient œuvré en Acadie, accueillaient à bras ouverts ces travailleurs à Limoilou et organisaient à l'occasion de la Fête nationale de l'Acadie des rassemblements religieux, des défilés, etc.
En 1955, à l'occasion du bicentenaire de la Déportation des Acadiens, la ville de Montréal a renommé l'avenue McEachren en boulevard de l'Acadie et plusieurs autres toponymes des environs comme la rue de Port-Royal et la station de métro Acadie suivent la même logique.

## Aujourd'hui

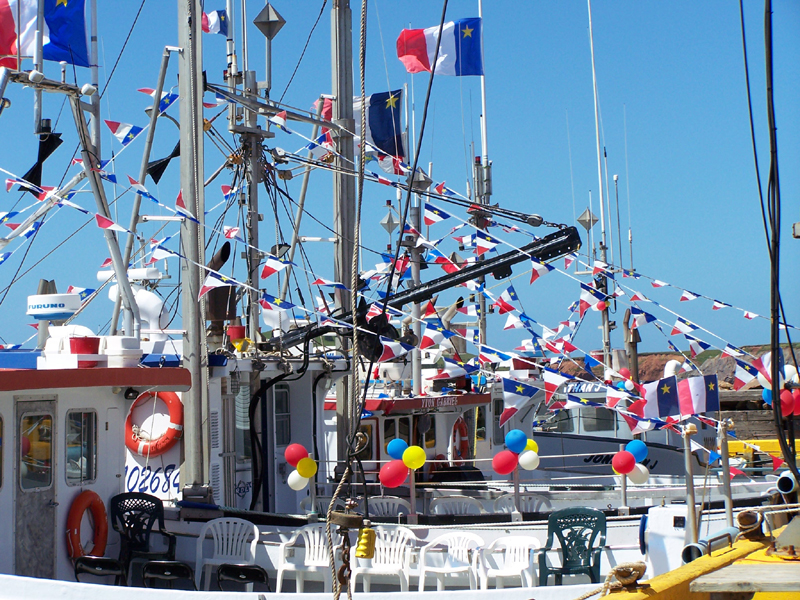
Bateaux décorés du drapeau acadien aux îles de la Madeleine.

Le Québec compte plusieurs associations acadiennes et plusieurs communautés célèbrent la Fête nationale de l'Acadie, le 15 août.
L’Acadie des terres et des forêts, une région regroupant le Témiscouata, le nord du Maine et le nord-ouest du Nouveau-Brunswick, était l’hôte du Ve Congrès mondial acadien, en 2014. La Louisiane, la rive québécoise de la baie des Chaleurs ainsi que la ville de Québec étaient aussi candidates.
Films du cinéaste Phil Comeau: LES ACADIENS DU QUÉBEC avec Fred Pellerin - série documentaire de 2 heures (Radio-Canada, 2011).
Livres de l'auteur historien André-Carl Vachon: Les DÉPORTATIONS DES ACADIENS ET LEUR ARRIVÉE AUX QUÉBEC - 1755-1775 (2014), RACONTE-MOI LA DÉPORTATION (livre pour étudiants, 2019).

## Personnalités acadiennes du Québec
Cette liste inclut les personnalités acadienne ou d'ascendance acadienne, nées ou résidant au Québec.
- Bona Arsenault, politicien et historien
- Jean Béliveau, hockeyeur
- Juliette Béliveau, actrice
- Annie Blanchard, chanteuse
- Albéric Bourgeois, peintre
- Pierre Bourque, ancien maire de Montréal
- Jean-François Breau, chanteur
- Geneviève Bujold, comédienne
- Édith Butler, chanteuse
- Phil Comeau, cinéaste
- Ernest Cormier, architecte de l'Université de Montréal
- Louis-Jean Cormier, chanteur
- Isabelle Cyr, comédienne
- Raoûl Duguay, chanteur, peintre et poète[56],
- Nazaire Dupuis, marchand et entrepreneur
- Anne Hébert, écrivaine
- Louis-Philippe Hébert, sculpteur
- Raoul Jomphe, réalisateur
- Roland Jomphe, poète
- Claude Lafrance, chanteur
- Bernard Landry, ancien premier ministre
- Georges Langford, chanteur
- Jean Lapierre, politicien
- Denise Leblanc, politicienne
- Nicole Leblanc, comédienne
- Wilfred LeBouthillier, chanteur
- Marcel Léger, politicien et fondateur de la Fédération acadienne du Québec
- Antonine Maillet, écrivaine
- Fred Pellerin, conteur
- Maurice Richard, hockeyeur
- Zachary Richard, chanteur (?)
- Michel Robichaud, couturier
- Marie-Jo Thério, chanteuse
- Yves Thériault, écrivain
- Gilles Vigneault, chanteur
- Annie Savoie, Chanteuse